# San Roberto (Itàlia)
San Roberto és un comune (municipi) de la Ciutat metropolitana de Reggio de Calàbria, a la regió italiana de Calàbria, situat a uns 90 km al sud-oest de Catanzaro i a uns 30 km al nord-est de Reggio de Calàbria. A 1 de gener de 2019 la seva població era de 1.653 habitants.
San Roberto limita amb els municipis següents: Calanna, Fiumara, Laganadi, Santo Stefano in Aspromonte, Scilla.